# Đứt gân bánh chè
Đứt gân bánh chè là hiện tượng rách gân nối xương bánh chè với xương chày. Trường hợp đứt hoàn toàn sẽ làm giảm khả năng vận động của khớp gối.
Để làm chấn thương gân bánh chè cần một lực tác động mạnh tác động trực tiếp lên đầu gối hoặc nhảy từ trên cao xuống. Yếu tố nguy cơ bao gồm viêm gân bánh chè, suy thận, tiểu đường, và sử dụng steroid. Có hai loại chấn thương chính là: đứt một phần và hoàn toàn. Đa số trường hợp đứt gân bánh chè nở điểm bám đầu gối.

## Các dấu hiệu và triệu chứng
Dấu hiệu gợi ý đứt gân bánh chè là sự chuyển động của xương bánh chè theo cơ tứ đầu. Khi đứt gân, xương bánh chè mất sự hỗ trợ từ xương chày và di chuyển về phía hông khi cơ tứ đầu co, cản trở khả năng duỗi chân. Tức là bệnh nhân sẽ không thể đứng thẳng do đầu gối luôn ở tư thế gấp.

## Chẩn đoán
Đứt gân bánh chè vỡ thường được chẩn đoán bằng khám lâm sàng. Dấu hiệu phổ biến nhất là: đau, mất trương lực gân, mất khả năng duỗi thẳng chân và quan sát thấy xương bánh chè lên cao. Trong X quang sử dụng phương pháp chụp Insall và Salvati có thể quan sát thấy xương bánh chè nằm cao hơn bình thường. Với rách một phần có thể phát hiện trên MRI.

## Cơ chế
Phần trên của gân xương bánh chè gắn vào phần dưới xương bánh chè, và phần dưới của gân xương bánh chè gắn vào củ xương chày nằm trước xương chày. Phía trên xương bánh chè gắn với cơ tứ đầu đùi qua gân cơ tứ đầu. Cấu trúc này cho phép đầu gối để gấp và duỗi, thực hiện chức năng cơ bản chẳng hạn như đi bộ và chạy.

## Điều trị
Đứt gân bánh chè cần được phẫu thuật. Gân được bộc lộ theo đường giữa từ đầu trên xương bánh chè đến củ xương chày. Gân được gắn lại vào đầu dưới xương bánh chè. Tuy nhiên, sự liên tục và trương lực hồi phục tùy thuộc vào kích thước xương bánh chè.
Sau phẫu thuật cần bó bột ít nhất 6 tuần sau đó tập vật lý trị liệu.
Nếu gân chỉ rách một phần (không đứt cả hai phần) thì có thể không cần phẫu thuật. Có thể tái cấu trúc gân bằng cách sử dụng tế bào gốc trung mô và khung sợi. Các tế bào gốc trung mô đã cho thấy có khả năng điều trị tổn thương gân ở động vật.